# Schlauch Imre
Schlauch Imre, teljes nevén Schlauch Imre András Károly (Újarad, 1840. szeptember 17. – Pécs, 1904. január 18.) erdélyi születésű építész és építőmester. Nagybátyja, Schlauch Lőrinc a kor egyik legkiemelkedőbb főpapja volt. 

## Életpályája
Középosztálybeli családban született Schlauch József és Fiala Anna fiaként. Középiskolai és rajzi tanulmányai végeztével az építészképzés szokásos útját járta. Önálló építési vállalkozóként kapcsolódott be Pécs építészeti formálásába. 1883-ban szerezte meg építőmesteri képesítését, s közvetlenül utána települt le Pécsett. 
Cége olykor ezer embert is foglalkoztatott.

## Művei
Cégének munkásai húzták fel a századforduló legmonumentálisabb középületeit, köztük a Pécsi Nemzeti Színházat, a Takarékpénztárat, a Szerecsen patikát. Tervei alapján valósult meg a Nemzeti Casino, a Nádor szálló szecessziós átépítése, jött létre az állomás melletti református templom. Emellett reprezentatív bérházakat és polgárházakat is épített. Többek között részt vett az Iparkamara épületeinek, továbbá a volt Ferenc József úti villatelep tervezésében és megépítésében. Szoros munkakapcsolatot ápolt August Kirsteinnel, akinek több építészeti tervét megvalósította. A pécsi Elmegyógyintézetet is a saját tervei alapján építette fel.
Szociális érzékenységét dicséri a 18 villából álló Schlauch-villatelep, amely Pécsett a mai Szabadság utcában található.